# Wayland Young
Wayland Hilton Young, 2e baron Kennet (2 août 1923 - 7 mai 2009) est un écrivain et homme politique britannique, particulièrement préoccupé par la planification et la préservation de l'Environnement. En tant que ministre du Travail, il est responsable de la mise en place du ministère de l'Environnement et de la Commission royale d'enquête sur la pollution de l'environnement. Plus tard, il rejoint le Parti social-démocrate. Il perd son siège chez les Lords, à la suite de la House of Lords Act 1999. 

## Jeunesse
Il est le fils du politicien et économiste Edward Hilton Young, 1er baron Kennet, et de la sculptrice Kathleen Scott, née Bruce, veuve du capitaine Robert Falcon Scott. Il est le neveu de Geoffrey Winthrop Young, l'alpiniste et le demi-frère du peintre et défenseur de l'environnement Peter Markham Scott. Après l'École de West Downs, il passe un trimestre malheureux au Winchester College  avant de passer au Collège Alpin, à l'École de Stowe et finalement au Trinity College, Cambridge. Pendant la Seconde Guerre mondiale il sert dans la Royal Navy de 1942 à 1945, en tant que matelot ordinaire et sous-lieutenant. Il travaille ensuite au ministère des Affaires étrangères entre 1946–1947 et 1949–1951. 
Entre et après, il est journaliste - correspondant de The Observer à Rome et en Afrique du Nord, chroniqueur hebdomadaire sur The Guardian ("Sitting on a Column") et critique de théâtre pour Tribune. Il est un contributeur fréquent à Encounter, où ses articles sont largement remarqués - parmi eux "Sitting on a Fortune" (sur la prostitution) et une revue montrant de nombreuses erreurs de fait dans le livre de Roland Huntford sur Scott et Amundsen, qui dénigre le premier (ignorant le caractère scientifique de l'expédition de Scott), et présente l'événement comme une simple « course » que ce dernier «gagna». 
Young a également écrit trois romans et plusieurs brochures pour la Fabian Society sur la défense, le désarmement, la pollution, l'Europe et d'autres sujets, certains avec sa femme, Elizabeth Young. Ensemble, ils ont également écrit un livre, Old London Churches (qui estime que les six églises conçues par Nicholas Hawksmoor sont des œuvres de véritable génie). Young participe également à la Campagne pour l'abolition de la censure du théâtre. Son intérêt pour le désarmement ne l’a pas conduit à se joindre à la Campagne pour le désarmement nucléaire - elle œuvrait pour le désarmement nucléaire unilatéral britannique: il pensait que seul un désarmement général et complet pouvait être utile et efficace.

## Carrière politique
Young devient baron Kennet et prend son siège à la Chambre des lords en 1960 à la mort de son père. Il commence sa carrière politique au sein du Parti travailliste. Il est secrétaire parlementaire (ministre subalterne) au ministère du Logement et des Gouvernements locaux (sous Richard Crossman, puis plus tard Anthony Greenwood) où il travaille, entre autres à la conception du futur Département de l'environnement (secrétaire d'État, Anthony Crosland). Il est chargé de la mise en place de la Commission royale d'enquête sur la pollution de l'environnement. Selon sa publication de 1972, Preservation, il travaille à la mise en place du "Four Towns Report" et joue un rôle important dans l'établissement des fondements de la politique de préservation de l'environnement à travers la loi de 1968 sur la planification urbaine et rurale et son rapport Kennet de 1970. Après la chute du [premier] gouvernement Wilson en 1970, il est nommé membre honoraire du Royal Institute of British Architects et est devenu président du Council for the Protection of Rural England, du Comité consultatif sur la pollution de la mer (ACOPS ) et diverses autres organisations. Il est porte-parole de l'opposition sur les affaires étrangères à la Chambre des lords de 1971 à 1974. Il est également membre du Parlement européen, de l'Union de l'Europe occidentale et parlementaire de l'OTAN. 
Kennet rejoint le Parti social-démocrate, en tant que whip en chef du parti à la Chambre des lords entre 1981 et 1983. Dans cette position, il présente un projet de loi pour l'interdiction de la circoncision féminine qui est voté le 16 juillet 1985. À la suite de la décision des membres du parti de fusionner avec le Parti libéral en 1988, Kennet fait partie de la minorité qui choisit de rester avec la faction «continue» du SDP, dirigée par David Owen. Il est revenu au Parti travailliste dans les années 1990 avant de partir en opposition à la politique étrangère de Tony Blair. Aux termes de la House of Lords Act 1999, il perd son droit automatique à un siège; il n'est pas élu à l'élection par les pairs héréditaires travaillistes de deux d'entre eux pour continuer à siéger après l'entrée en vigueur de la loi, terminant dernier dans un groupe de six candidats. 
En 2005, il cherche à revenir à la Chambre lors de l'élection partielle parmi les pairs héréditaires libéraux démocrates à la suite par la mort de Conrad Russell mais il échoue, n'obtenant aucune voix. 
Jusqu'à tard dans la vie, il est resté président de l'Alliance de Stonehenge, et un membre actif de la Société d'Avebury  et de l'Action pour la Rivière Kennet (ARK) .

## Famille
Lord Kennet épouse Elizabeth Ann Adams en 1948. Ils ont six enfants, un fils William Aldus (Thoby) Young et cinq filles ; Easter Russell, pédagogue; la sculptrice Emily Young ; Mopsa English, pédagogue; et les écrivains Louisa Young (en), alias l'auteur pour enfants Zizou Corder et Zoe Young . Emily Young, décrite comme une adolescente énigmatique et moderne dans les années 1960, a inspiré la chanson de Pink Floyd "See Emily Play". 

## Travaux
Young a publié sur un large éventail de sujets principalement politiques, en particulier sur la politique de l'Italie, sur le désarmement et le contrôle des armements, sur les églises de Londres collaborant souvent avec sa femme Elizabeth Young, et sur divers scandales politiques, notamment l'affaire Profumo et le scandale Montesi. Son œuvre de 1964, Eros Denied, est un manifeste révolutionnaire de la révolution sexuelle. La publication de 1972 de Young, Preservation, présente un tableau des lois et politiques actuelles du Royaume-Uni pour la préservation de l'environnement, à travers les luttes de la fin du XIXe siècle jusqu'au Planning Act de 1968. 